# 謝謝臺灣計畫
謝謝臺灣計畫（日语：謝謝台湾計画）是2011年日本人在Twitter所發起的計畫，在台灣的報紙刊登廣告感謝台灣人對於東日本大地震的災後援助。

## 經過

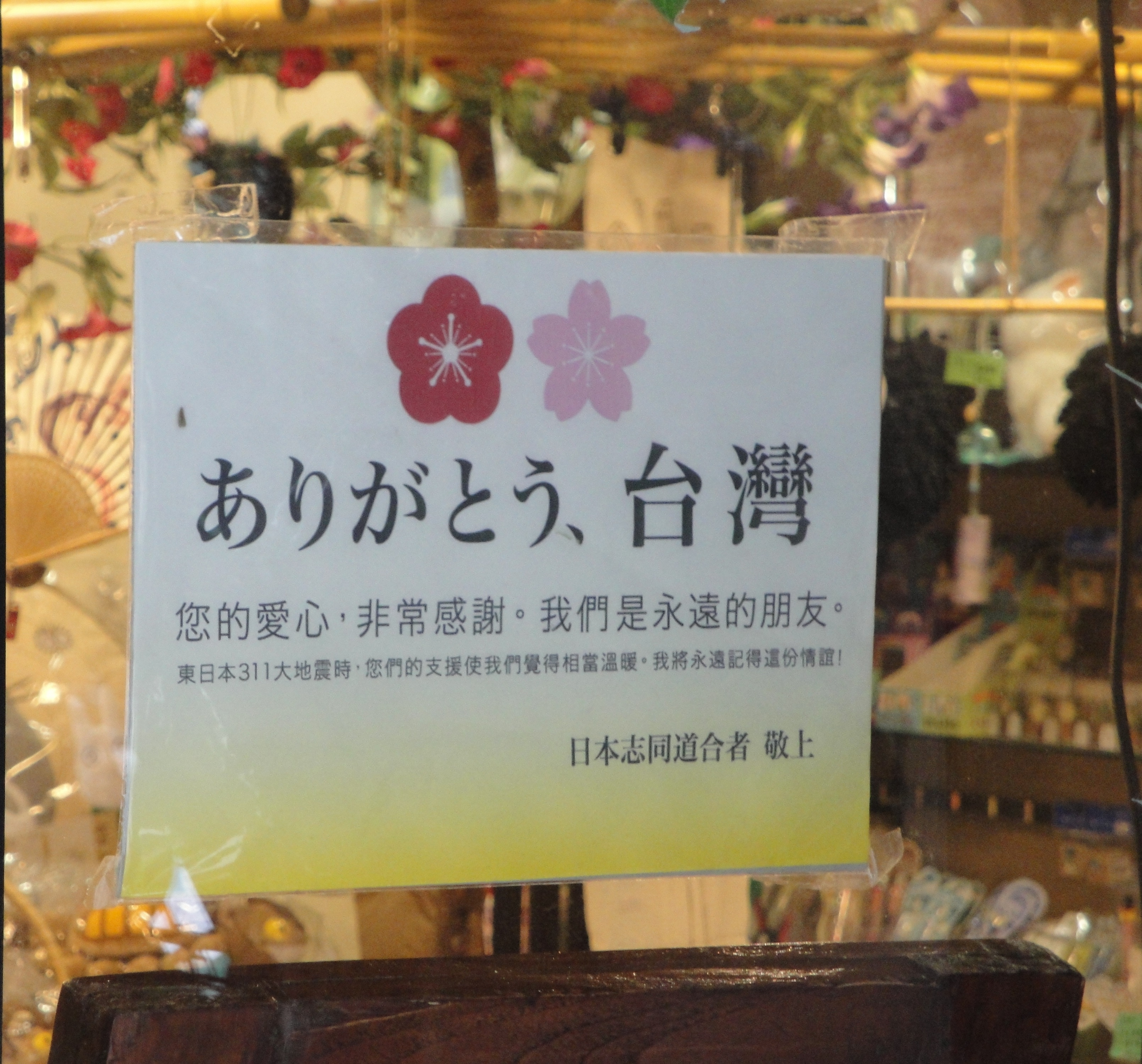
北海道釧路市商家所貼的「謝謝台灣」

東日本大地震後一個月（4月11日），日本政府在美國、英國、中華人民共和國、韓國、俄羅斯、法國等國的主要報紙刊登廣告，首相菅直人以「絆」（Thank you for the Kizuna）為主題在廣告中感謝各國對於日本災後的援助。但對於援助金額逾140億日元，高居世界第一的台灣，僅由日本交流協會台北事務所所長今井正代轉感謝信件給中華民國外交部，並未在台灣公開刊登廣告表達感謝。據台灣部分媒體推論，日本政府未對中華民國（台灣）以首相的名義致謝，是因考虑中國政府方面压力所致。
因此，由居住在東京但從未造訪過台灣的廣告設計師木坂麻衣子，在Twitter發起「謝謝臺灣計畫」，預定募集一百萬日元以在台灣的報紙刊登半版廣告。到4月27日募集完畢為止，共募到了19,245,494日元，以其中238萬日元分別在《聯合報》及《自由時報》購買半版（寬32公分x長24.8公分）的版面刊登廣告，結餘款轉捐贈給日本紅十字會。
5月3日，感謝廣告於《聯合報》及《自由時報》登出：標題是「感謝，台灣」；內文為「您的愛心，非常感謝。我們是永遠的朋友。東日本311大地震時，您的支援使我們覺得相當溫暖。我們將永遠記得這份情誼！」。

## 後續效應
此感謝廣告刊出後，在日本國內掀起感謝台灣的熱潮，官方及民間紛紛利用各種場合、活動及賽事向台灣表達感謝。